# Battaglia di Cepeda (1820)
La battaglia di Cepeda, avvenuta il 1º febbraio 1820 nell'ambito delle guerre civili argentine, fu una delle due battaglie che si tennero a distanza di 39 anni nelle campagne intorno a Cepeda, nella provincia di Santa Fe, in Argentina.
Nella battaglia si affrontarono unitarios e federales, i primi sostenitori liberali di un sistema di governo fortemente centralizzato e i secondi propugnatori di ampie autonomie provinciali. I caudillos di Santa Fe e di Entre Ríos, Estanislao López e Francisco Ramírez, entrambi allora alleati di José Gervasio Artigas, unirono le loro forze nel tentativo di rovesciare il governo di José Rondeau, Direttore Supremo delle Province Unite del Río de la Plata.
Fu uno scontro estremamente breve, tanto che fu in seguito descritto come "battaglia dei dieci minuti". I federalisti ne uscirono vittoriosi, causando la caduta della precedente forma di governo e del Congresso di Tucumán e sancendo di fatto la divisione del Paese in 13 province sostanzialmente autonome; questa divisione si ricompose solo nel 1861.

## Contesto storico
Dopo la Rivoluzione di Maggio il territorio che era appartenuto al Vicereame del Río de la Plata venne di fatto governato dagli indipendentisti di Buenos Aires, appartenenti per lo più alla grande borghesia mercantile della città, che mostrarono fin dai primi tempi di tenere in poco conto le istanze dei grandi proprietari terrieri. Questi, che costituivano la classe dominante nei territori al di fuori della capitale, chiedevano che le province potessero governarsi autonomamente, formando al massimo tra di loro una federazione.

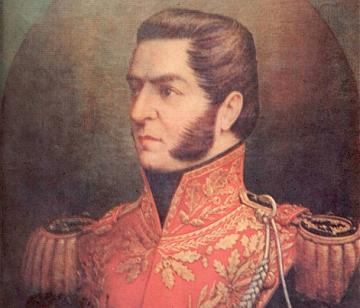
Francisco Ramírez.

Le insurrezioni contro il governo unitario incominciarono nel 1814, quando José Gervasio Artigas abbandonò l'assedio di Montevideo, città nella quale si erano asserragliate le forze leali alla Corona di Spagna, e chiamò i suoi seguaci alla rivolta contro i nuovi governi di Buenos Aires. La ribellione si estese presto nei territori limitrofi alla Banda Oriental, portando alla formazione di un'alleanza, la Liga Federal, che si estendeva alle province litoranee di Entre Ríos, Santa Fe e Corrientes. Le ripetute spedizioni inviate dal governo centrale nella zona non riuscirono a piegare la resistenza dei federalisti.
Il re del Portogallo, rifugiato in quegli anni in Brasile, approfittò dei dissidi interni all'ex vicereame per invadere la Banda Oriental all'inizio del 1817, riuscendo a occupare Montevideo grazie alla sostanziale inerzia del Direttore Supremo Juan Martín de Pueyrredón. Artigas fu così costretto a una lunga guerriglia con gli invasori luso-brasiliani.
Nel 1819 il Congresso di Tucumán, trasferito a Buenos Aires, promulgò una costituzione che assegnava ampi poteri al governo centrale, restringendo le libertà provinciali. Le province della Liga Federal non riconobbero il Congresso, dal quale avevano in precedenza ritirato i propri rappresentanti; i diversi caudillos locali decisero così di attaccare la capitale. Impegnato Artigas nei combattimenti contro i luso-brasiliani, che terminarono con la sua sconfitta a Tacuarembó, le truppe di Entre Ríos e Santa Fe si riunirono per avanzare verso la provincia di Buenos Aires.
Nello stesso periodo avevano proclamato la propria indipendenza le province interne di Tucumán e di Córdoba, innescando una serie di rivoluzioni e separazioni territoriali; la provincia di Salta, governata dal caudillo Martín Miguel de Güemes, si era di fatto resa autonoma, stringendo però alleanza con l'esercito nazionale, essendo la più esposta alle incursioni realiste provenienti dall'Alto Perù.

## La battaglia
Nel giugno del 1819 il Congresso aveva eletto alla carica di Direttore Supremo il generale José Rondeau, che consapevole dell'inevitabilità di una guerra con le province, ordinò il rientro dell'Esercito del Nord, impegnato in una campagna militare nell'Alto Perù, e dell'Esercito delle Ande, allora in procinto di invadere il Cile al comando del libertador José de San Martín. Mentre però quest'ultimo disobbedì apertamente, il comandante dell'esercito impegnato ai confini settentrionali, Francisco Fernández de la Cruz, cominciò la marcia di ritorno verso la capitale; giunto nel gennaio del 1820 alla località di Arequito, tuttavia, l'esercito si ammutinò per non dover combattere una guerra civile.
Rimasto isolato, Rondeau decise ugualmente di anticipare le mosse federaliste e radunò le sue truppe a Luján, per poi invadere Santa Fe; giunto a Cepeda fece stazionare il suo esercito in una zona di basse colline che dominava la pianura sottostante.
L'esercito federalista, nel quale López aveva lasciato il comando a Ramírez, era composto dalle milizie di Santa Fe e di Entre Ríos, alle quali si erano uniti un centinaio di cileni proscritti al comando del generale José Miguel Carrera, alcuni indigeni del Chaco e una squadra proveniente da Corrientes comandata dall'irlandese Pedro Campbell. L'esercito era formato esclusivamente da truppe di cavalleria.

La mattina del 1º febbraio l'esercito di Rondeau si trovava dislocato in classica posizione difensiva tra le colline e il piano. Fanteria e artiglieria occupavano il centro dello schieramento, mentre l'ala sinistra era occupata da uno squadrone di cavalleria, protetta dall'ansa di un torrente; il grosso della cavalleria governativa costituiva però l'ala destra dello schieramento, al cui comando si era posto lo stesso Direttore. Dopo una serie di ricognizioni Ramírez, capita l'inutilità di attaccare frontalmente, aggirò il dispositivo nemico fino a stabilirsi alle sue spalle.

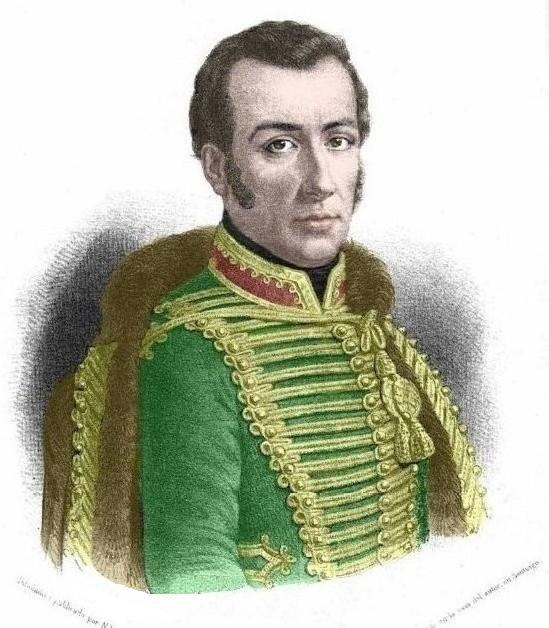
José Miguel Carrera.

L'esercito federalista attaccò al segnale; López e Campbell attaccarono subito l'ala destra senza che fanteria e artiglieria potessero fermarli e costringendo la cavalleria unitaria a un contrattacco che si rivelò disastroso. Nel frattempo Ramírez aveva facilmente sbaragliato l'ala sinistra nemica. La fanteria, dopo aver formato un quadro, riuscì a retrocedere approfittando degli incendi sviluppatisi sul terreno. La cavalleria di Rondeau invece dovette subire pesanti perdite anche nella ritirata, incalzata dalle truppe montoneras di López.
Dopo pochi minuti la vittoria dei federalisti si mostrò subito completa. L'esercito sconfitto si ritirò a San Nicolás de los Arroyos, da dove si imbarcò per Buenos Aires.

## Conseguenze
Il nord della provincia di Buenos Aires fu rapidamente invaso dai caudillos ribelli, che arrivarono presto alle porte della città; qui il comandante militare della piazza, Miguel Estanislao Soler, si accordò con gli invasori nell'esigere la dissoluzione del Direttorio e del Congresso. Il Cabildo di Buenos Aires nominò un governatore provinciale, Manuel de Sarratea, che il 23 febbraio firmò il Trattato del Pilar, per mezzo del quale ogni provincia assumeva la propria sovranità in forma assoluta e cessava di esistere un governo nazionale; si indiceva la formazione di un nuovo congresso che avrebbe dovuto elaborare una costituzione, naturalmente di carattere federale. Con una clausola segreta inoltre si stabiliva la consegna di ogni armamento agli eserciti provinciali. La capitale fu scossa ancora per mesi da una profonda anarchia.
Artigas non accettò il trattato, che lo lasciava in disparte e rimandava in modo indefinito la riconquista della sua provincia. Accusò Ramírez di tradimento e gli dichiarò guerra; dopo alcune vittorie iniziali, Ramírez lo sconfisse in una rapida successione di scontri. Il fondatore del federalismo argentino fu così costretto all'esilio in Paraguay, dove si allontanò per sempre dalla politica.
Nonostante i successivi sforzi compiuti dalla fazione centralista le province si governarono autonomamente fino all'unificazione del 1853; tuttavia la provincia di Buenos Aires fu incorporata solo nel 1861. In questo periodo si ebbero al più delle temporanee coalizioni tra province sotto l'influenza di alcuni caudillos locali.